# Gurukul
Um Gurukul (Guru refere=se a um "professor" ou "mestre"; Kul refere-se a seu domínio) é um tipo de escola antiga Hindu na Índia com características de um colégio interno para shishyas ou estudantes e o guru ou professor vivo, vivem por um longo tempo na mesma casa. O Gurukul é o local onde os estudantes residem juntos como iguais, sem consideração ao seu nível social. Os estudentes apredem com o guru e também ajudam ao guru em sua vida cotidiana, incluindo limpar a sujeira ou pequenas tarefas mundanas tais como lavar roupas, cozinhar, etc.
O guru-shishya parampara é uma tradição sagrada no Hinduísmo, e foi levado para o Sikhismo. No fim do seu estudo como shishya, o guru pede por um "guru dakshina," desde que um guru não faz cobra taxas. Uma guru dakshina é a última oferenda de um estudante ao guru antes de deixar o ashram. O professor pode pedir alguma coisa ou nada no fim.
No passado recente, alguns esforços foram iniciados em ambos para genuínos e outros motivados pelo dinheiro, onde esta tradição gurukul está ressurgindo. Centros educacionais como Buildingblocks estão tentando introduzir este conceitos espirituais na vida cotidiana das crianças.